# رابرت وودز بلیس
رابرت وودز بلیس (Robert Woods Bliss) (زادهٔ ۵ اوت ۱۸۷۵ – درگذشتهٔ ۱۹ آوریل ۱۹۶۲)، دیپلمات، مجموعه‌دار آثار هنری و نوع‌دوست آمریکایی بود. او یکی از بنیان‌گذاران کتابخانه و مجموعهٔ پژوهشی دامبارتن اوکس در واشینگتن بوده‌است.

## اوایل زندگی
بلیس در سنت لوئیس، میزوری در ۵ اوت ۱۸۷۵ چشم به جهان گشود. پدرش، ویلیام هنری بلیس (زادهٔ ۱۸۴۴ – درگذشتهٔ ۱۹۳۲) دادستان ایالات متحده آمریکا و مادرش، آنا لوئیزا وودز بلیس (زادهٔ ۱۸۵۰) بودند. او یک خواهر به نام آنی لوئیز بلیس وارن (زادهٔ ۱۸۷۸ – درگذشتهٔ ۱۹۶۴) نیز داشت. پدرش در سال ۱۸۹۴ دوباره ازدواج کرد و او فرزندخواندهٔ آنا دوریندا بلکسلی بارنز بلیس (زادهٔ ۱۸۵۱ – درگذشتهٔ ۱۹۳۵) شد. بلیس همچنین پس از ازدواج مجدد پدرش برادرخواندهٔ کورا فانی بارنز (زادهٔ ۱۸۵۸ – درگذشتهٔ ۱۹۱۱) و میلدرد بارنز (زادهٔ ۱۸۷۹ – درگذشتهٔ ۱۹۶۹) شد. او در سال‌های ۱۸۹۴ و ۱۸۹۵ در مدرسهٔ خصوصی جی.پی. هاپکینز در بوستون درس خواند و مدرک کارشناسی هنر خود را در سال ۱۹۰۰ از کالج هاروارد دریافت کرد. در کالج عضو باشگاه جغدها (هاروارد) بود. بلیس در سال ۱۹۰۸ با میلدرد ازدواج کرد.

## حرفهٔ دیپلماتیک
بلیس پس از فارغ‌التحصیلی از کالج، میان سال‌های ۱۹۰۱ تا ۱۹۰۳ برای کار به پورتوریکو رفت. ابتدا در دفتر وزیر مدنی ایالات متحده به فعالیت پرداخت، سپس منشی مخصوص فرماندار پورتوریکو شد. در سال ۱۹۰۳، او آزمون صلاحیت وزارت امور خارجه را گذراند و به سرویس دیپلماتیک خارجی ایالات متحده آمریکا پیوست. بلیس به‌عنوان دیپلمات حرفه‌ای که عضو حزب جمهوری‌خواه بود، در سال ۱۹۰۳ سفیر ایالات متحده در ونیز شد. او همچنین میان سال‌های ۱۹۰۴ تا ۱۹۰۷، منشی دوم سفارت ایالات متحده در سن پترزبورگ، میان سال‌های ۱۹۰۷ تا ۱۹۰۹ منشی سفارت در بروکسل، میان سال‌های ۱۹۰۹ تا ۱۹۱۲ منشی سفارت در بوئنوس آیرس، میان سال‌های ۱۹۱۲ تا ۱۹۱۶ منشی سفارت ایالات متحده در پاریس و بین سال‌های ۱۹۱۶ تا ۱۹۱۹ رایزن سفارت در پاریس بوده‌است. در سال ۱۹۰۸، او نمایندهٔ کنفرانس بین‌المللی برای بررسی تجدیدنظر در مورد قوانین تسلیحات و مهمات مربوطه به قانون کنفرانس ۱۸۹۰ بروکسل شد. در سال ۱۹۱۸، بلیس به‌طور موقت به‌عنوان کاردار سفارت آمریکا در لاههٔ هلند فعالیت کرد.
وقتی جنگ جهانی اول به پایان رسید، رابرت بلیس و همسرش، میلدرد، در پاریس سکونت داشتند. در سال ۱۹۱۴، آن‌ها به راه‌اندازی سرویس آمبولانس صحرایی آمریکایی (که بعدها به سرویس صحرایی آمریکایی شناخته شد) در فرانسه یاری رساندند. کمک‌های آن‌ها شامل اهدای بیست‌وسه آمبولانس و سه ماشین کارکنان به یک واحد بود. آن‌ها همچنین یک انبار مرکزی در پاریس به نام «خدمات توزیع آمریکایی» برای توزیع لوازم و پوشاک پزشکی و جراحی، افتتاح و تجهیز کردند.
در سال ۱۹۲۰، بلیس رئیس بخش امور اروپای غربی در وزارت امور خارجه در واشینگتن شد. او همچنین میان سال‌های ۱۹۲۱ تا ۱۹۲۳ سومین دستیار وزیر امور خارجه، بین سال‌های ۱۹۲۳ تا ۱۹۲۷ فرستادهٔ ایالات متحده به سوئد و بین سال‌های ۱۹۲۷ تا ۱۹۳۳ سفیر ایالات متحده آمریکا در آرژانتین بوده‌است. بلیس پس از اتمام خدمت خود به‌عنوان سفیر آمریکا در آرژانتین از سرویس دیپلماتیک خارجه بازنشسته شد.

## خدمات جنگ
بلیس پس از ورود ایالات متحده به جنگ جهانی دوم بین سال‌های ۱۹۴۲ تا ۱۹۴۳، تحت عنوان مشاور به وزارت خارجه بازگشت و در سال ۱۹۴۴ دستیار ویژهٔ وزیر امور خارجهٔ وقت آمریکا یعنی کوردل هال شد. وی همچنین بین سال‌های ۱۹۴۴ تا ۱۹۴۵ دستیار ویژهٔ ادوارد ریلی استتینیوس، وزیر خارجه، بوده‌است. در پایان تابستان و ابتدای پاییز سال ۱۹۴۴، رابرت بلیس در برنامه‌ریزی برگزاری یک‌سری نشست‌های مهم دیپلماتیک در دامبارتن اوکس، نقش به‌سزایی ایفا کرد. این جلسه‌ها که به نام کنفرانس دامبارتن اوکس شناخته می‌شوند، میزبان نمایندگانی از چین، شوروی، بریتانیا و ایالات متحده آمریکا بود. این نمایندگان در مورد پیشنهادها برای ایجاد سازمانی به‌منظور حفظ صلح و امنیت در جهان مذاکره کردند. خروجی این مذاکرات تصویب منشور سازمان ملل متحد در سال ۱۹۴۵ در سان‌فرانسیسکو بود. بلیس برای دومین‌بار در نوامبر ۱۹۴۵ از فعالیت‌های دولتی بازنشسته شد.

## جمع‌آوری آثار هنری و دامبارتن اوکس
خانوادهٔ بلیس در سال‌های سکونت خود در پاریس (۱۹۱۲ تا ۱۹۱۹) با دوست دوران کودکی میلدرد بلیس، رویال تایلر که تاریخ-شناس و هنرشناس آمریکایی بود، دوباره ارتباط برقرار کردند. تایلر خانوادهٔ بلیس را با دلالان هنری سرشناس پاریسی آشنا کرد و آتش علاقهٔ روزافزون آن‌ها را به‌عنوان مجموعه‌داران آثار هنری، به‌ویژه آثار هنری بیزانسی و پیشاکلمبی، شعله‌ور کرد. رابرت بلیس به‌ویژه شیفتهٔ آثار هنری پیشاکلمبی بود و اذعان می‌کرد زمانی که تایلر آن را در مغازه‌ای پاریسی در سال ۱۹۱۲ به او نشان داد، «میکروب جمع‌آوری آثار هنری در خاک حاصل‌خیز ریشه دواند».
در سال ۱۹۲۰، خانوادهٔ بلیس خانهٔ خود را در دامبارتن اوکس خریدند. آن‌ها خانه را بازسازی و بزرگ‌تر کردند، به مساحت آن افزودند و چند باغ هم‌سطح در ملک ۵۴ هکتاری ساختند. خانوادهٔ بلیس سال‌های متمادی‌ای (۱۹۲۳ تا ۱۹۳۳) را که خانه‌شان در حال بازسازی بود، خارج از کشور زندگی می‌کردند، هرچند از نزدیک بر مراحل ساخت‌وساز نظارت داشتند. آن‌ها همچنین به ساخت مجموعهٔ هنری خود ادامه دادند و پس از بازنشستگی در سال ۱۹۳۳، در دامبارتن اوکس زمینه را برای ساخت یک موزه و مؤسسهٔ پژوهشی فراهم کردند. در سال ۱۹۳۵، رابرت بلیس به‌همراه فردریک سی. والکات (زادهٔ ۱۸۶۹ – درگذشتهٔ ۱۹۴۹)، متولی مؤسسهٔ کارنگی واشینگتن، به مناطق کوهستانی و استوایی مکزیک، گوآتمالا و هندوراس سفر کرد تا ویرانه‌های تمدن مایا را ببیند. در سال ۱۹۴۰، خانوادهٔ بلیس کتابخانه و مجموعهٔ پژوهشی دامبارتن اوکس را بنا نهادند و آن را وقف و تقدیم به دانشگاه هاروارد کردند. پس از اهدای دامبارتن اوکس به هاروارد، خانوادهٔ بلیس به شهر واشینگتن دی. سی، خیابان بیست‌وهشتم، شمارهٔ ۱۵۳۷ نقل‌مکان کردند. مجموعهٔ آثار هنری پیشاکلمبی رابرت بلیس که در نگارخانهٔ ملی هنر آمریکا در واشینگتن دی.سی. بین سال‌های ۱۹۴۷ تا ۱۹۶۲ به نمایش درآمد، در سال ۱۹۶۳ در بخش جدیدی از دامبارتن اوکس که فیلیپ جانسون طراحی کرده بود، نصب شد.

## سال‌های واپسین زندگی
رابرت بلیس با سازمان‌های فرهنگی و مدنی بسیاری همکاری می‌کرد. او به‌عنوان رئیس افتخاری و متولی فدراسیون هنرهای آمریکا، رئیس انجمن خدمات خارجی آمریکا، نایب‌رئیس کمیسیون هنری مؤسسهٔ اسمیتسونین، نایب‌رئیس هیئت‌مدیرهٔ صندوق ملی حفظ آثار تاریخی، مدیر و معاون اول انجمن عدالت جنایی واشینگتن، عضو آکادمی علوم سیاسی و اجتماعی آمریکا، عضو هیئت ناظران هاروارد، متولی موزهٔ تاریخ طبیعی آمریکا در نیویورک، متولی و عضو کمیتهٔ اجرایی مؤسسهٔ کارنگی، واشینگتن دی. سی، متولی موزهٔ هنرهای بدوی نلسون راکفلر، نیویورک، متولی موزهٔ هنر سانتا باربارا، عضو کمیتهٔ مشورتی هنر بخش روابط فرهنگی وزارت امور خارجه ایالات متحده آمریکا و دفتر هماهنگ‌کنندهٔ امور بین آمریکایی فعالیت می‌کرد. همچنین او مدارک دکترای افتخاری خود را در رشتهٔ حقوق در سال ۱۹۳۳ از دانشگاه میزوری، در سال ۱۹۳۴ از دانشگاه سیراکیوس و در سال ۱۹۵۱ از دانشگاه هاروارد دریافت کرده‌است. رابرت بلیس یکی از پنج دیپلمات بازنشسته‌ای بود که در سال ۱۹۵۴ نامهٔ اعتراضی نسبت به حمله به جوزف مک‌کارتی در سرویس دیپلماتیک خارجی را امضا کرده بودند.
خانوادهٔ بلیس صاحب فرزند نشدند. رابرت وودز بلیس در ۱۹ آوریل سال ۱۹۶۲ در ۸۶ سالگی در واشینگتن دی.سی. چشم از جهان فروبست.

## آثار
بلیس کتابِ هنر بومی قارهٔ آمریکا را در سال ۱۹۴۷ نوشت و منتشر کرد (سپس در سال ۱۹۵۷، به نام هنر پیشاکلمبی، بازنشر شد).